# Eddy de Geer van Oudegein

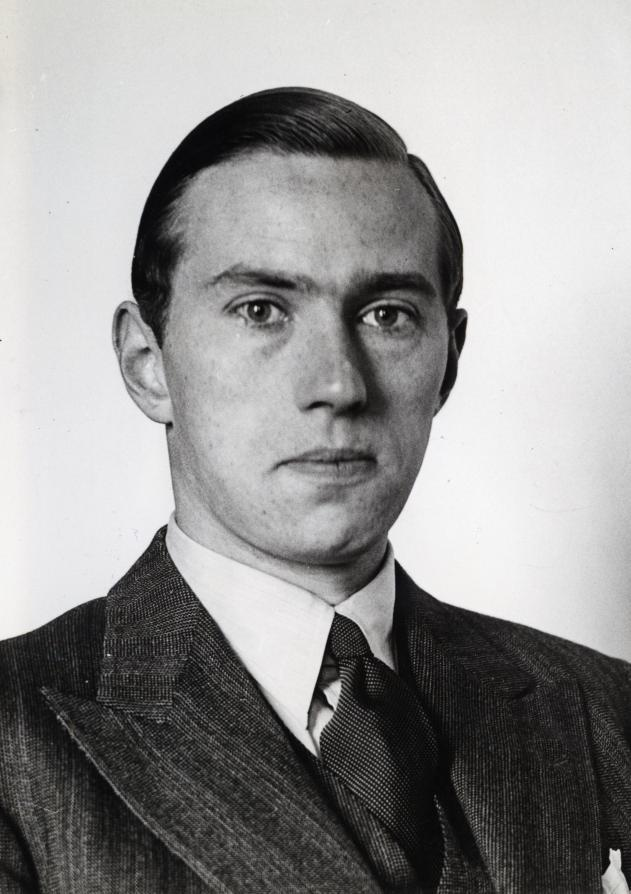
Jhr.mr. L.E. de Geer van Oudegein (1937)

Jhr. Lodewijk Eduard (Eddy) de Geer van Oudegein (Rotterdam, 5 augustus 1907 – Nieuwegein, 5 juni 1985) was een Nederlands politicus van de CHU.
Hij werd geboren als zoon van jhr. Dirk Jan de Geer (1870-1960) en Maria Voorhoeve (1883-1955). Zijn vader is meerdere keren minister geweest en was rond 1940 de minister-president van Nederland. Zelf ging hij na het gymnasium rechten studeren aan de Rijksuniversiteit Utrecht. Nadat hij daar in 1934 was afgestudeerd was hij volontair bij de gemeentesecretaris van Jutphaas. In 1937 werd De Geer van Oudegein benoemd tot burgemeester van Diemen en negen jaar later volgde zijn benoeming tot burgemeester van Vreeswijk. Daarnaast was hij vanaf 1954 dijkgraaf van het Hoogheemraadschap van de Lekdijk Bovendams. Daarna was hij van 1963 tot 1977 lid van de Eerste Kamer wat hij de eerste negen jaar combineerde met het lidmaatschap van de Gedeputeerde Staten van Utrecht. De Geer van Oudegein overleed in 1985 op 77-jarige leeftijd.